# La Crescenta-Montrose
La Crescenta-Montrose é uma região censo-designada localizada no estado americano da Califórnia, no Condado de Los Angeles.

## Demografia
Segundo o censo norte-americano de 2020, a sua população era de 19997 habitantes.

## Geografia
De acordo com o United States Census Bureau tem uma área de 8,9 km², dos quais 8,9 km² cobertos por terra e 0,0 km² cobertos por água.

## Localidades na vizinhança
O diagrama seguinte representa as localidades num raio de 16 km ao redor de La Crescenta-Montrose.